# Lyxor Asset Management
Lyxor Asset Management Group a été fondé en 1998 et se compose de deux filiales que sont Lyxor Asset Management et Lyxor International Asset Management.  
Spécialiste européen de la gestion d'actifs et figurant parmi les leaders des ETF, le Groupe Lyxor fournit depuis 1998 des solutions d'investissement.  
Depuis 2022, Lyxor Asset Management est une filiale d'Amundi, groupe Crédit agricole.

## Histoire
En 1998, création de Lyxor Asset Management, lancement du premier compte géré alternatif. L'année suivante, création de Lyxor International Asset Management, création de Dollar Premium : premier fonds créé sous la marque Lyxor.
En 2005, création de Lyxor Luxembourg, premiers trackers sur la Chine et les pays d'Europe de l'Est. Quatre ans plus tard, fusion avec SGAM Alternative Investments. Lyxor s’installe :
- aux États-Unis (Lyxor Inc.)
- en Chine (Fortune SG joint venture)
- en Irlande (Lyxor AM Ireland Ltd.)

En 2014, Lyxor supprime l'éligibilité au PEA de 30 fonds ETF. Lyxor lance le premier ETF obligataire éligible au PEA en 2019.
En 2020, Société Générale propose Lyxor à la vente, afin d'optimiser son bilan. Plusieurs sociétés font savoir leur intérêt, dont Amundi, BNP et JPMorgan. En avril 2021, la Société générale annonce son intention de revendre Lyxor à Amundi, filiale du Crédit agricole, pour un montant de 825 millions d'euros.
Le 31 décembre 2021, Amundi a annoncé la finalisation de l'acquisition de Lyxor pour un montant de 825 millions d'euros.